# Баухаус
Баухаус или пуним именом Државна школа Баухаус у Вајмару је била државна школа за архитектуру и примењене уметности, коју је 1919. године у Вајмару у Немачкој основао архитекта Валтер Гропијус (1883—1970) а предавачи су били и Кандински и Кле. Школа је постала позната по приступу дизајну, који је покушао да обједини индивидуалну уметничку визију са принципима масовне производње и нагласком на функцији
Разлог оснивања школе била је идеја о стварању удружења занатлија-уметника под управом уметника-предавача, у циљу заједничког истраживања професора и студената у примени нових техника, материјала и облика у архитектури, производњи намештаја и производњи употребних предмета. Теорија изучавања процеса опажања и боја примењивана су у пракси. Програми по којима се радило у Баухаусу били су веома напредни за то време. Као резултат, групног рада и климе великог ентузијазма, која је у Баухаусу владала од фазе пројектовања реализације, настају предмети од којих је потекао модерни индустријски дизајн. Staff at the Bauhaus included prominent artists such as Paul Klee, Wassily Kandinsky, and László Moholy-Nagy at various points.
Школа је постојала у три немачка града — Вајмару, од 1919. до 1925. године; Десау, од 1925. до 1932. године; и Берлин, од 1932. до 1933. — под три различита архитекта-директора: Валтер Гропијус од 1919. до 1928.; Ханес Мајер од 1928. до 1930. године; и Лудвиг Миес ван дер Рох од 1930. до 1933. године, када је школу затворило сопствено руководство под притиском нацистичког режима, пошто је приказана као центар комунистичког интелектуализма. На међународном плану, бивше кључне личности Баухауса биле су успешне у Сједињеним Државама и постале су познате као авангарда међународног стила.

## Историја
Крајем 19. века у Енглеској се јавља идеја о повезивању уметника и индустријске производње како би се улепшали индустријски производи, а уништиле имитације и кич. Спајање уметности и индустријске производње (Arts and Crafts) покренуо је у Енглеској Вилијам Морис већ крајем 19. века, али су њихови производи били индивидуални и богато декорисани, дакле нису били у складу с модерним настојањима. Под његовим утицајем 1907. године у Минхену је основан „Немачки савез занатских и индустријских произвођача“ (Deutsche Werkbund). Једна од струја у том удружењу тежила је стандардизацији (уједначавању) индустријских производа најбоље прилагођених намени, те и новим материјалима и техникама.
Делатност Werkbunda унапређује и развија Валтер Гропијус, те оснива специјализовану школу за истовремено бављење свим врстама обликовања – Баухаус, 1919. године у Вајмару, града у којем су тада на власти били социјалисти. С врхунским уметницима и изврсним педагозима (Лајонел Фајнингер, Георг Муха, Паул Кле, Оскар Шлемер, Василиј Кандински, Ласло Мохољи Нађ итд.), Валтер Гропијус водио је два курса: - материјали и технике обраде (ручне и машинске); - цртање, пројектовање и теорија облика.
Први је директор био сам Гропијус, али касније је директор постао најпре Ханес Мајер, а потом архитект Лудвиг Мис ван дер Рое, који школу претвара у чисту школу архитектуре.
Године 1925. школа напушта Вајмар и сели се у Десау где је према Гропијусовом пројекту 1926. довршена зграда Баухауса. Сама зграда је преломно дело модерне архитектуре у којем облик следи намену.
Школа се 1932. године сели из Десауа у Берлин, али баухаусовце због њиховог интернационализма, либералности и бриге за човека нацисти оптужују за „леви социјализам“, и Хитлер затвара Баухаус чим је дошао на власт. Дела професора и студената Баухауса снажно су утицала на индустријску производњу и на развој индустријског дизајна у Европи.
Многи изванредни уметници поучавали су у Баухаусу:
| - Ани Алберс - Јозеф Алберс - Херберт Бајер - Маријане Брант - Марсел Бројер - Август Чернигој - Лајонел Фајнингер - Наум Габо - Валтер Гропијус - Лудвиг Хилберзајмер - Јоханес Итен - Василиј Кандински - Паул Кле | - Герхард Маркс - Ласло Мохољи Нађ - Пит Мондријан - Георг Муха - Хинерк Шепер - Оскар Шлемер - Јост Шмит - Лотар Шрејер - Наум Слуцки - Волфганг Тумпел - Гунта Штолц - Лудвиг Мис ван дер Рое - Макс Бил |

## Делатност Баухауса
Циљ те школе био је стварање новог удружења занатлије-уметника под вођством уметника-наставника у заједничком трагању, и с учитељске и с ученичке стране, за новим техникама, новим материјалима и новим облицима који ће се примјењивати на архитектуру, намјештај и употребне предмете.
У Баухаусу су се одржавали курсеви столарства, ткачког и керамичарског заната, сликарства, графике и фотографије.
Практичном су раду били додати теоријски предмети о перцепцији и боји, и то према програмима врло напредним за то време, с коначним циљем да у ученицима ослободе стваралачку енергију.
Из многоструких колективних активности које је развијао Баухаус, у расположењу великог заноса, од замисли до остварења, произлази модерни индустријски дизајн.
Фотографија и графика поновно се откривају у Баухаусу где се експериментише с бесконачним могућностима везанима уз употребу фотографског апарата: колаж, фотомонтажа, двострука експозиција, увећање негатива и остала техничка средства која су данас у свакодневној употреби.
Архитектура, намјештај и разни предмети обликују се на основу употребљивости. Естетска вредност неког предмета мора произилазити из савршеног стапања облика и функције. Цела је Баухаусова продукција обележена највећом могућом једноставношћу.
Према схватању Баухауса, предметима не треба додавање украса који би скривали или поправљали ружне и безобличне делове, него треба те делове обликовати на леп, уметнички начин и предмет ће бити леп сам по себи. Под утицајем појединих праваца модерне уметности (експресионизма, кубизма и нарочито неких грана апстрактне уметности), који су тежили поједностављењу и проналазили нове облике, обликовања употребних предмета добија ново значење – постизање функционалности предмета као креативан чин. Идеје Баухауса поштују се и данас у начелима индустријског дизајна: јединство намене (функције), поштовања материјала и процеса серијске производње.
Баухаус је обликовање и контролисање пластично-просторне околине постављао као идеалан циљ. Програм Баухауса је био откривање основе креативности, затим хуманизација функција предмета, рационализовање нових облика и на крају припрема за индустријско обликовање. Но друштво није било зрело да прихвати такве предмете и Баухаус је остао само генијална школа- припрема за будући индустријски дизајн.

## Галерија
- радионице
- осветљење позорнице
- механизам за отварање прозора
- трпезарија